# Kazimierz (gmina w województwie łódzkim)
Kazimierz (do 1953 Babice) istniejąca w latach 1953–1954 w woj. łódzkim. Siedzibą władz gminy był Kazimierz.
Gmina Kazimierz powstała 21 września 1953 roku w powiecie łódzkim w województwie łódzkim, w związku z przemianowaniem gminy Babice z siedzibą w Kazimierzu na Kazimierz. Gmina została zniesiona 29 września 1954 roku wraz z reformą wprowadzającą gromady w miejsce gmin. 
Jednostki nie przywrócono w 1973 roku po reaktywowaniu gmin, a jej dawny obszar wszedł głównie w skład gminy Lutomiersk.